# La Marseillaise anticléricale
Cette chanson, écrite par Léo Taxil, en 1881, est connue sous le nom de La Marseillaise anticléricale, car elle réutilise la forme et l'air de la Marseillaise en une sorte de pastiche.

## Le chant des électeurs

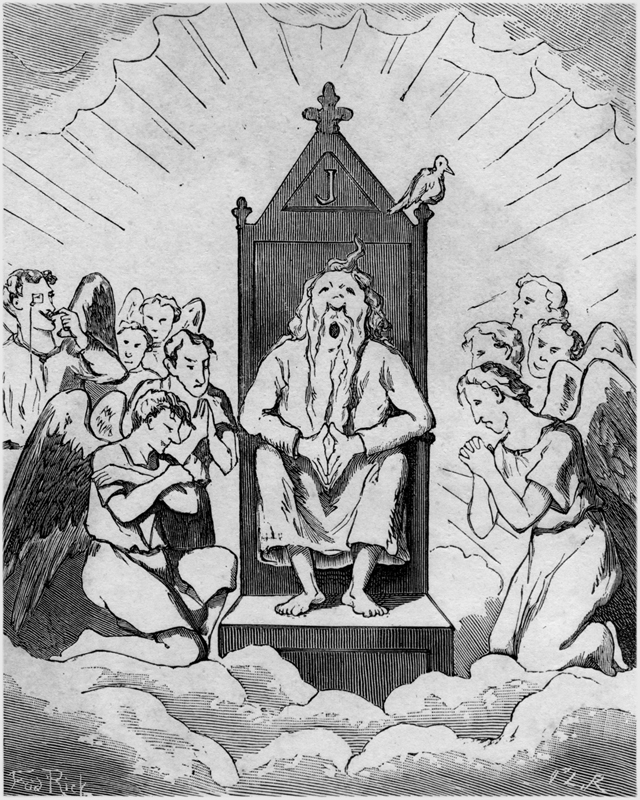
Illustration d'une publication anticléricale de Léo Taxil : La Bible amusante (1882).

Cette œuvre témoigne bien du caractère exacerbé de la lutte qui oppose, à l'époque, cléricaux et anticléricaux.
Le sixième et dernier couplet défend précisément une position politique : « Formons l'union radicale » fait référence au Parti Radical, dirigé par Léon Gambetta et Georges Clemenceau, qui poursuit alors un combat infatigable contre l'Église (vingt-quatre ans plus tard, en 1905, c'est un membre de ce parti, Émile Combes, qui fera procéder à l'inventaire des biens du clergé et l'expulsion des congrégations).

## Paroles
- 1 - 
Allons ! Fils de la République,

Le jour du vote est arrivé !

Contre nous de la noire clique

L'oriflamme ignoble est levée. (bis)

Entendez-vous tous ces infâmes

Croasser leurs stupides chants ?

Ils voudraient encore, les brigands,

Salir nos enfants et nos femmes !
Refrain
Aux urnes, citoyens, contre les cléricaux !

Votons, votons et que nos voix

Dispersent les corbeaux !
- 2 -
Que veut cette maudite engeance,

Cette canaille à jupon noir ?

Elle veut étouffer la France

Sous la calotte et l'éteignoir ! (bis)

Mais de nos bulletins de vote

Nous accablerons ces gredins,

Et les voix de tous les scrutins

Leur crieront : A bas la calotte !
- 3 -
Quoi ! Ces curés et leurs vicaires

Feraient la loi dans nos foyers !

Quoi ! Ces assassins de nos pères

Seraient un jour nos meurtriers ! (bis)

Car ces cafards, de vile race,

Sont nés pour être inquisiteurs...

À la porte, les imposteurs !

Place à la République ! Place !
- 4 -
Tremblez, coquins ! Cachez-vous, traîtres !

Disparaissez loin de nos yeux !

Le Peuple ne veut plus des prêtres,

Patrie et Loi, voilà ses dieux (bis)

Assez de vos pratiques niaises !

Les vices sont vos qualités.

Vous réclamez des libertés ?

Il n'en est pas pour les punaises !
- 5 -
Citoyens, punissons les crimes

De ces immondes calotins,

N'ayons pitié que des victimes

Que la foi transforme en crétins (bis)

Mais les voleurs, les hypocrites,

Mais les gros moines fainéants,

Mais les escrocs, les charlatans...

Pas de pitié pour les jésuites !
- 6 -
Que la haine de l'imposture

Inspire nos votes vengeurs !

Expulsons l'horrible tonsure,

Hors de France, les malfaiteurs ! (bis)

Formons l'union radicale,

Allons au scrutin le front haut :

Pour sauver le pays il faut

Une chambre anticléricale.